# Lluciana Sari
Lluciana Sari és la primera veu algueresa que arriba discogràficament al Principat de Catalunya durant els inicis de la Cançó, concretament l'any 1962, amb bones interpretacions de temes d'un dels principals autors de cançons del "país català" de Sardenya, Antoni Cao ("El país meu").
Durant els setanta i els vuitanta del segle xx, participa en diversos enregistraments col·lectius amb cantants com Antonel·lo Colledanchise i Àngel Maresca.